# Ortsrecht
Das Ortsrecht ist einerseits das subjektive Recht einer kommunalen Gebietskörperschaft (insbesondere Gemeinde), Satzungen und Verordnungen zu erlassen. Andererseits ist es als objektives Recht die Gesamtheit der derart erlassenen Satzungen und Verordnungen. Andere Bezeichnungen sind Gemeinderecht, Kommunalrecht oder Stadtrecht. Das Ortsrecht ist Ausfluss der Verfassungsgarantie der kommunalen Selbstverwaltung gemäß Art. 28 Abs. 2 GG.
Die Möglichkeiten richten sich in Deutschland insbesondere nach der Gemeindeordnung und speziellen Vorschriften wie z. B. solchen des Baugesetzbuchs oder des Straßen- und Wegerechts.
Manche Rechtssatzungen enthalten auch Bußgeldbewehrungen.

## Beschlussfassung
Die Satzungen werden im Gemeindeparlament (Gemeinderat, Stadtrat, Kreistag) beraten und beschlossen.

## Ausgestaltungen
Beispiele für Ortsrecht sind:

### Allgemeine Verwaltung
Hauptsatzung, Verwaltungsgebührensatzung, Satzung über Bürgerbegehren

### Finanzwesen
Rechnungsprüfungssatzung, Hundesteuersatzung, Kurtaxensatzung, Jagdsteuersatzung

### Vergaberecht
Das Verfahren zur Vergabe öffentlicher Aufträge wird in Vergabevorschriften geregelt.

### Marktrecht
Marktgebührenordnung, Lebensmittelmarktsatzung

### Hilfsdienste
Gebührenordnung Rettungsdienst, Satzung zur Erhebung von Gebühren bei Leistungen der Feuerwehr, Satzung über die Erhebung von Gebühren für die Durchführung der Brandschau

### Bildung, Kunst
Theatersatzung, Schulordnung, Mietordnung für Schulräume und schulische Einrichtungen, Volkshochschulsatzung

### Personenbeförderung
Taxi(tarif)ordnung, Krankenwagensatzung

### Straßenverkehrsrecht
Parkgebührenordnung, Stellplatzablösesatzung

### Entsorgung/Versorgung
Entwässerungs- und Entsorgungssatzung, Gebührenordnung Straßenreinigung

### Umweltschutz
Satzung zum Schutz des Baumbestandes

### Sozialwesen
Obdachlosengebührensatzung, Jugendamtssatzung, Viehseuchensatzung

### Baurecht
Bebauungsplan, Satzung zum Schutz des Straßenbildes, Vorgartensatzung, Satzung über das Friedhofs- und Begräbniswesen

### Eigenbetriebe
Satzung betreffend der Stadtsparkasse, Bäderordnung, Stiftungssatzungen (KdöR)

### Wegerecht
Die Gebietskörperschaft kann die Gemeinnutzung von öffentlichem Grund definieren und sanktionieren.
Beispiele: Die Landeshauptstadt München verbietet das unerlaubte Musizieren im Bereich des Altstadtfußgängerbereiches. siehe auch: Wegerecht